# Březsko
Březsko település Csehországban, a Prostějovi járásban. Březsko Ochoz, Ludmírov, Konice és Hvozd településekkel határos. Lakosainak száma 202 fő (2024. január 1.).

## Népesség
A település lakosságának változását az alábbi diagram mutatja:
| Lakosok száma | 551  | 520  | 494  | 385  | 234  | 206  | 213  | 215  | 184  | 202  |
|               | 1869 | 1900 | 1921 | 1961 | 1980 | 2011 | 2016 | 2019 | 2021 | 2024 |